# لدونة مشبكية مغايرة

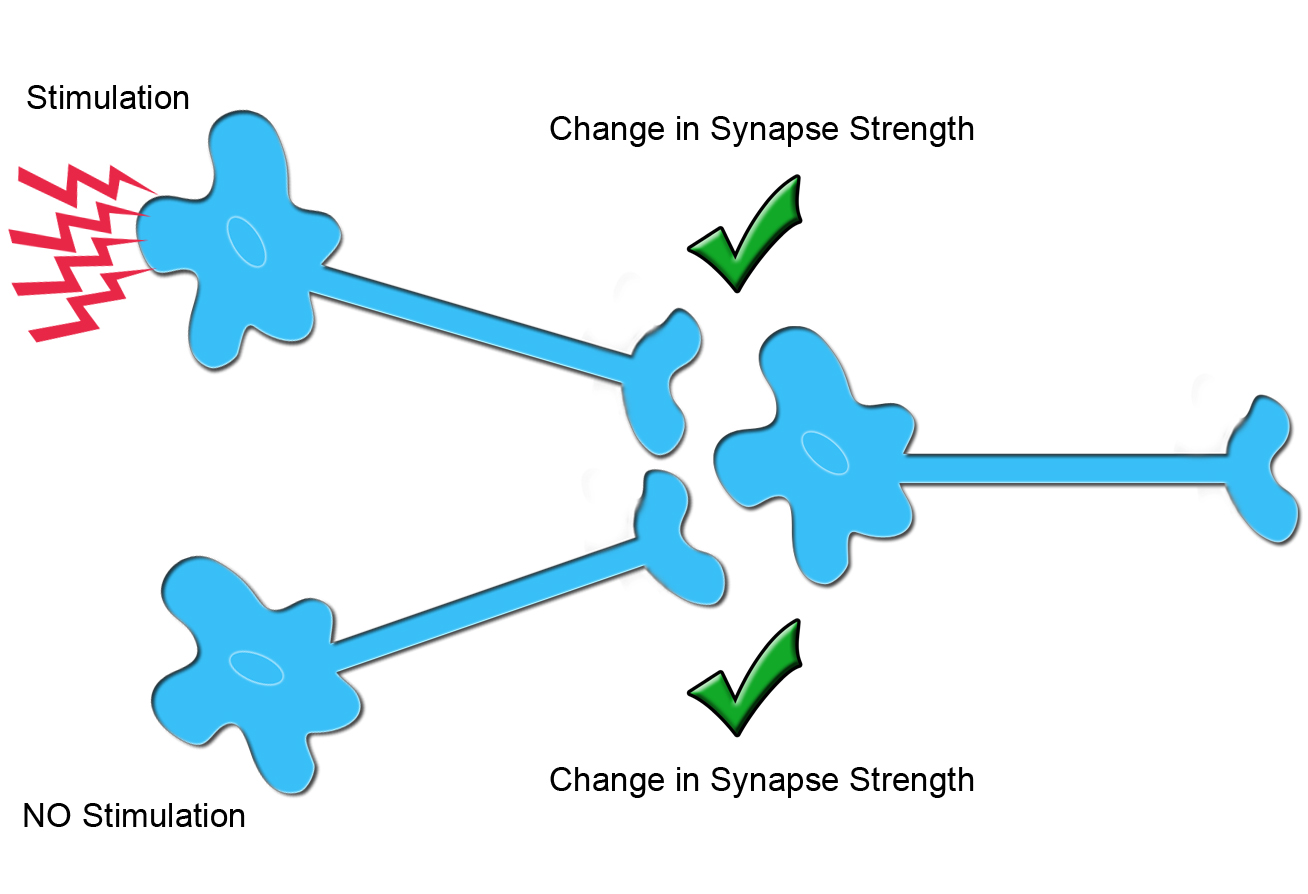
اللدونة المشبكية غير المتجانسة

تشير اللدونة المشبكية إلى قدرة المشبك الكيميائي على الخضوع لتغييرات في التقوية. عادة ما تكون اللدونة المشبكية محددة بالمدخلات (أي لدونة مشبكية مماثلة)، ما يشير إلى قدرة نشاط عصبون ما على تعديل فعالية الاتصال المشبكي بين هذا العصبون والمنطقة الهدف. مع ذلك، يؤدي نشاط عصبون ما في حالة اللدونة المشبكية المغايرة إلى إدخال تغييرات غير محددة على تقوية الاتصالات المشبكية من العصبونات غير المنشطة الأخرى. ثبت وجود العديد من الأشكال المختلفة للدونة المشبكية المغايرة في مجموعة متنوعة من مناطق الدماغ وفي مختلف الكائنات الحية. تساهم هذه الأشكال المختلفة من اللدونة المشبكية المغايرة في عدد كبير من العمليات العصبية بما في ذلك التعلم الترابطي، وتطور الدوائر العصبية وحالة استتباب المدخلات المشبكية.

## دورها في الاستتباب
تلعب اللدونة المشبكية المغايرة دورًا هامًا في استتباب اللدونة العصبية من خلال تطبيع التغيرات الكلية في المدخلات المشبكية أو الحد منها أثناء لدونة هيب المستمرة. تمثل لدونة هيب شكلًا واسع الانتشار من اللدونة المشبكية المماثلة الترابطية، إذ يُعتقد أنها أساس التعلم والذاكرة. علاوة على ذلك، تحدث عملية إثارة لدونة هيب وتضخيمها من خلال الارتباطات في الدوائر العصبية ما يخلق حلقة ارتجاعية إيجابية ويؤثر على استقرار الدوائر العصبية. من أجل تجنب حالة عدم الاستقرار، يجب الحد من لدونة هيب وتقييدها بواسطة الحفاظ على الكمية الإجمالية من المدخلات المشبكية، على سبيل المثال. يُعتقد أن استكمال هذا الدور وإنجازه منوط بمجموعة متنوعة من آليات الاستتباب.
مع ذلك، من أجل تحقيق استقرار فعال للدونة هيب، التي يمكن إثارتها في غضون ثوان إلى دقائق قليلة، يجب على لدونة الاستتباب امتلاك قدرة سريعة على التفاعل. تتعذر مع ذلك تلبية هذا الشرط بالنسبة إلى غالبية أشكال لدونة الاستتباب، التي يتراوح نطاق عملها الزمني نموذجيًا من ساعات طويلة إلى أيام أو أكثر. من الواضح أن اللدونة المشبكية المغايرة بدورها خالية من مثل هذه القيود.
من أجل الوصول إلى تأثير الاستتباب، تلعب اللدونة المشبكية المغايرة دورًا استتبابيًا وتسبب تغيرات مشبكية غير محددة في الاتجاه المعاكس للدونة هيب. بعبارة أخرى، عند إثارة التأييد طويل الأمد المشبكي المماثل في مشبك ما، يجب حدوث تخميد في المشابك غير المثارة الأخرى. في المقابل، يؤدي التخميد طويل الأمد المشبكي المماثل إلى حدوث تأييد في المشابك الأخرى بطريقة من شأنها الحفاظ على الوزن المشبكي الوسطي. قد تحدث هذه التغيرات في نطاق شامل أو جزئي محصور في التغصنات الشجيرية.